# توریانا پترسون
توریانا پترسون (انگلیسی: Toriana Patterson؛ زادهٔ ۲ فوریهٔ ۱۹۹۴) بازیکن فوتبال اهل جامائیکا است.
وی همچنین در تیم‌های ملی فوتبال Jamaica women's national under-20 football team و زنان جامائیکا بازی کرده‌است.